# Abono verde

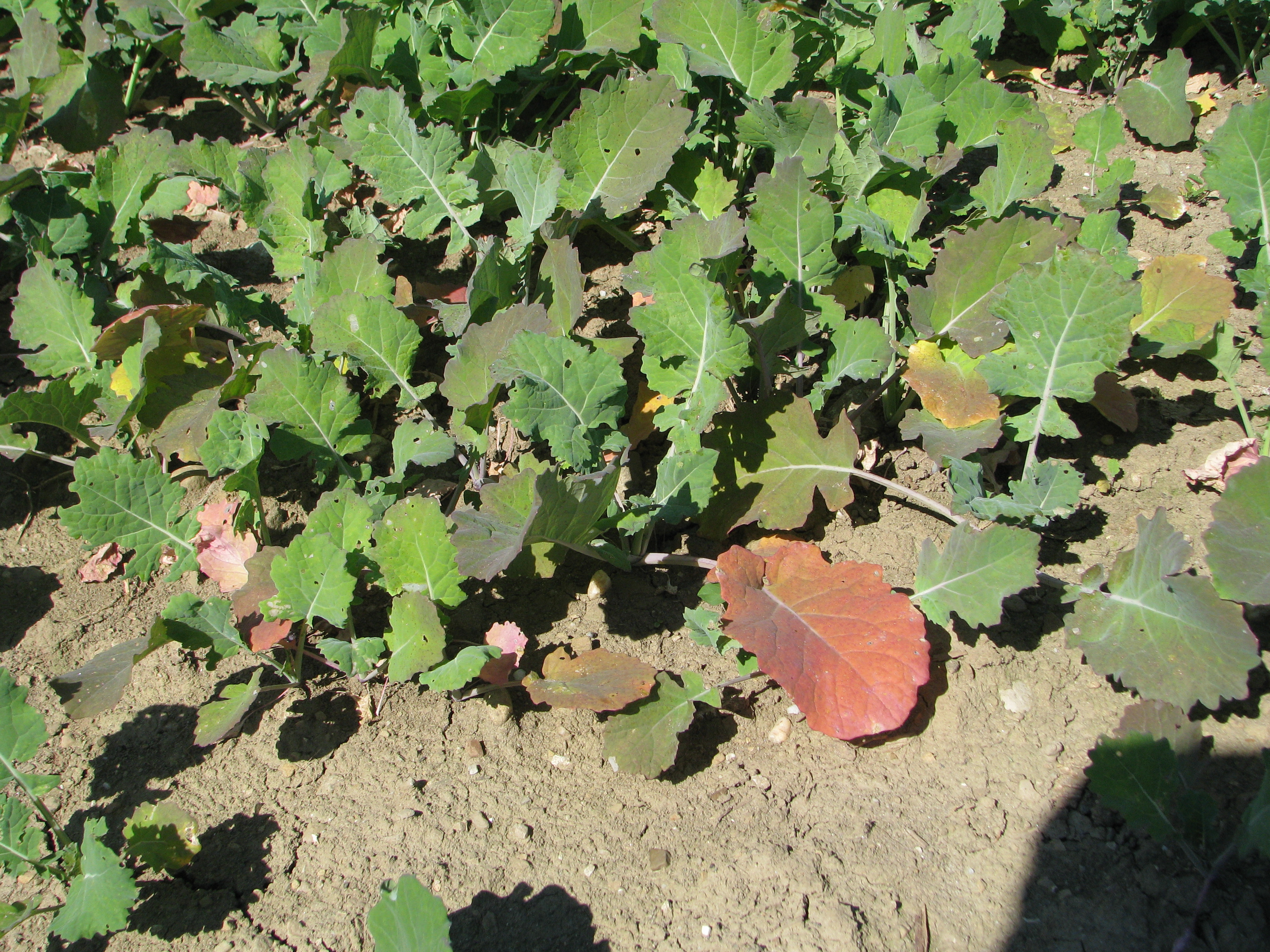
Abono verde es toda planta que se cultiva en la tierra, o a la que se le permite su crecimiento, con el fin de proteger el suelo y posteriormente se incorporará al mismo para recuperar aportar y mejorar las condiciones biológicas, físicas y nutricionales del suelo.

Abono verde es toda planta que se cultiva en la tierra, o a la que se le permite su crecimiento, con el fin de proteger el suelo y posteriormente se incorporará al mismo para recuperar aportar y mejorar las condiciones biológicas, físicas y nutricionales del suelo. Permite incorporar grandes volúmenes de materia orgánica de fácil descomposición y los nutrientes generados son fácilmente asimilables por los cultivos. Las principales especies usadas como abono verde son las gramíneas, leguminosas y crucíferas. Cada una de estas familias tienen características distintivas.

## Características de los abonos verdes
Los abonos verdes deben cumplir las características:
- Rápido establecimiento, crecimiento y buena cobertura del suelo.
- Gran cantidad de biomasa acumulada.
- Fácil de matar o quemar.
- Baja descomposición de residuos.
- Actividad alelopática de las raíces y follaje.
- Producción de gran volumen de biomasa.
- bajo costo de la semilla comparado con el cultivo de renta.
- bajo requerimiento de nutrientes.

## Plantas que se emplean como abono verde
Se puede emplear cualquier planta herbácea y de hecho la incorporación de las hierbas que nacen junto al cultivo, son las que mantienen en cierta medida el nivel de materia orgánica del suelo.

## Funciones del abono verde
Los abonos verdes tienen las siguientes funciones:
- Aumento de la materia orgánica en el suelo.
- Aumento de nutrientes en el suelo, especialmente de nitrógeno por la fijación biológica de las leguminosas.
- Mantiene elevadas tasas de infiltración de agua por el efecto combinado del sistema radicular y de la cobertura vegetal.
- Disminuye la evaporación de agua del suelo.
- Protección contra la erosión superficial.
- Disminuye la lixiviación de nutrientes.
- Mejora de la estructura del suelo.
- Evita el desarrollo de malas hierbas.
- Activa el ciclo de muchas especies de macroorganismos y microorganismos en el suelo, cuya actividad mejora la dinámica física y química del suelo.
- Minimiza el ataque de plagas y enfermedades específicas, por ejemplo causa un buen control de algunos nemátodos.

## Formas de cultivos de abonos verdes
La forma de cultivo de los abonos verdes depende del objetivo que se quiere alcanzar. A continuación se muestran alguna modalidad del cultivó de abonos orgánicos.

### Abono verde de primavera verano
Consiste en cultivar especies leguminosas apropiadas en el período de julio a noviembre con la finalidad de aprovechar la temporada de lluvias, las cuales incrementas la producción de material verde y aportan nitrógeno al suelo.

### Abono verde de otoño invierno
Consiste en cultivar especies apropiadas en el período de diciembre a junio, tendrán como función proteger el suelo, controlar la erosión y evitar la proliferación de malezas. Como especies apropiadas se recomiendan la avena, el chicharo, veza, nabo forrajero, entre otro.

### Abono verde asociado a cultivos anuales
Consiste en cultivar entre líneas el abono verde y el cultivo comercial. Su utilización en estos casos debe ser muy bien planificada para evitar que la planta destinada como abono verde compita por nutrientes con el cultivo comercial. Ejemplo si asociamos maíz con frijol como abono verde este último debe cultivarse cuando el maíz ya este establecido y se incorpora en durante la cosecha.

### Abono verde asociado a cultivos perennes
Consiste en cultivar en el espacio libre del cultivo comercial. La planta destinada como abono verde debe ser de crecimiento no agresivo como trébol, veza y avena en cultivos frutícolas o kudzú, soya y frijol en cultivos de café o palma de coco.

## Manejo de los abonos verdes
Existe dos formas de manejo de los abonos verdes, cada uno de ellos con sus ventajas y desventajas.

### Residuos enterrados
Es la forma de manejo más generalizada debido a su facilidad y mínima planificación. En general se cultiva el abono verde en plano, al madurar se corta y se incorpora al suelo para formar los canteros. El abuso de esta práctica puede afectar las propiedades físicas del suelo para el cultivo, además de reducir el volumen de residuo restante. Algunos efectos de esta práctica son:
1. Rápida mineralización de la materia orgánica.
2. Acelerada desaparición de residuos.
3. Facilidad para agregar enmiendas.
4. Control de malezas.
5. Control de la erosión.
6. Mayor posibilidad de lavado de nutrientes.
7. Aumento de la actividad microbiológica.

### Residuos sobre superficie
Es una práctica relativamente nueva en el cultivo de hortalizas, aunque está más integrada en la agricultura extensiva y la fruticultura. Se realizan canteros a una distancia adecuada del cultivo comercial subsiguiente y se procede a cultivar el abono verde. Al alcanzar la madurez este se mata de manera física o química para obtener el residuo, el paso siguiente es realizar un laborea mínimo de la zona que recibirá la semilla del cultivo comercial. La mayor desventaja de esta práctica es la planificación que puede ser de varios meses. Sus efectos son:
1. Mínima degradación de la materia orgánica.
2. Conservación de la humedad y moderación de la temperatura.
3. Lenta mineralización de residuos.
4. Menor lavado de nutrientes.
5. Disminución de la actividad microbiológica.
6. Ahorro de horas en maquinaria agrícola y combustible.

## Cultivos de abonos verdes

### Cultivos invernales
- Poaceae
  - Avenas
  - Cebada
  - Centeno

- Brassicaceae
  - Sinapis
  - Brassica

- Fabaceae
  - Tréboles
  - Trigonella foenum-graecum
  - Lupinus
  - Vicia sativa
  - Arveja
  - guandul o frijol de palo (Cajanus cajan)

### Cultivos veraniegos
- Gramíneas
  - Sorgos
  - Mijo
  - Maíz

- Leguminosas
  - Soja
  - Frijol, poroto o judía.
  - Mucuna pruriens, común en el sur de EE. UU. a principios del siglo XX, antes de ser reemplazado por soja. Es popular aún en países tropicales, especialmente de América Central donde sigue siendo el principal abono verde.

- Helechos simbióticos del género Azolla, muy usado en el Sudeste Asiático. Es una planta flotante y por eso combina con el cultivo del arroz.